# Oophaga sylvatica
Oophaga sylvatica é uma espécie de anfíbio da família Dendrobatidae. Popularmente chamado de diablito.
Os seus habitats naturais são as florestas subtropicais ou tropicais húmidas de baixa altitude da Colômbia e do Equador.	
Está ameaçada por perda de habitat.	